# Ivan Sokolov
Ivan Sokolov (Sarajevo, 13 de junio de 1969) es un Gran Maestro Internacional de ajedrez neerlandés, originario de Bosnia-Herzegovina. 
En enero de 2008, en la lista de la FIDE, ocupaba el puesto 32 del mundo con un elo de 2686; y es el número 1 de Países Bajos.
Fue el ganador del Campeonato de los Países Bajos de ajedrez en 1995 y 1998.
En abril de 2007, quedó 3º en torneo activo del Festival de ajedrez Cañada de Calatrava, en España, tras Alexéi Shírov y Daniel Fridman.
En abril de 2007, quedó 4º en el I Magistral Ruy López, de categoría XV, celebrado en Zafra (España), tras Sargissian, Julio Granda y Ponomariov.
La clasificación final quedó así:
| Posición | Participantes           | Puntos |
| -------- | ----------------------- | ------ |
| 1        | Gabriel Sargissian      | 6.5    |
| 2        | Julio Granda            | 4      |
| 3        | Ruslán Ponomariov       | 4      |
| 4        | Ivan Sokolov            | 3.5    |
| 5        | Manuel Pérez Candelario | 3      |
| 6        | Krishnan Sasikiran      | 2.5    |
| 7        | Antoaneta Stefanova     | 2.5    |
| 8        | Yifan Hou               | 2      |

En el 37.º Torneo de Bosnia , en Sarajevo , Sokolov quedó 3º , con 2 victorias ,2 derrotas y 6 tablas.
La clasificación final del Torneo de Bosnia,2007:
| Posición | Participantes        | Puntos |
| -------- | -------------------- | ------ |
| 1        | Sergei Movsesian     | 6.5    |
| 2        | Borki Predojevic     | 5.5    |
| 3        | Ivan Sokolov         | 5      |
| 4        | Alexander Morozevich | 5      |
| 5        | Nigel Short          | 4.5    |
| 6        | Artyom Timofeev      | 3.5    |